# Nilea
Nilea är ett släkte av tvåvingar. Nilea ingår i familjen parasitflugor.

## Dottertaxa tillNilea, i alfabetisk ordning[1][2]
- Nilea ambigua
- Nilea anatolica
- Nilea aurea
- Nilea breviunguis
- Nilea brigantina
- Nilea campephaga
- Nilea carpocapsae
- Nilea dimmocki
- Nilea erebiae
- Nilea erecta
- Nilea hortulana
- Nilea indica
- Nilea indistincta
- Nilea innoxia
- Nilea insidiosa
- Nilea laevis
- Nilea leo
- Nilea lobeliae
- Nilea madecassa
- Nilea mathesoni
- Nilea monochaeta
- Nilea nestor
- Nilea nigrolineata
- Nilea noctuiformis
- Nilea pacta
- Nilea palesioidea
- Nilea palesoidea
- Nilea perplexa
- Nilea rectinervis
- Nilea roseanella
- Nilea rufiscutellaris
- Nilea sallax
- Nilea scutellaris
- Nilea sternalis
- Nilea subglabra
- Nilea unipilum
- Nilea valens
- Nilea victoria